# Fimbristylis swamyi
Fimbristylis swamyi är en halvgräsart som beskrevs av Ethirajalu Govindarajalu. Fimbristylis swamyi ingår i släktet Fimbristylis och familjen halvgräs. Inga underarter finns listade i Catalogue of Life.